# دانيال وايز
دانيال وايز (بالإنجليزية: Daniel Wise)‏ هو عالم عقيدة أمريكي، ولد في 1813، وتوفي في 1898.